# The King & I
The King & I è un album in studio della cantante statunitense Faith Evans e del rapper statunitense The Notorious B.I.G., pubblicato nel 2017.

## Descrizione
L'album è uscito venti anni dopo l'assassinio del rapper.

## Tracce
1. A Billion – 0:59 – Faith Evans, Stevie J
2. Legacy – 4:11 – Faith Evans, Stevie J
3. Beautiful (Interlude) – 0:30 – Chucky Thompson
4. Can't Get Enough – 3:53 – Faith Evans, James Poyser, Salaam Remi
5. Don't Test Me – 3:48 – Faith Evans, Salaam Remi
6. Big/Faye (Interlude) (featuring Jamal Woolard) – 1:28 – J. Dub
7. Tryna Get By – 3:46 – Evans, J. Drew Sheard II
8. The Reason – 3:38 – Just Blaze
9. I Don't Want It (featuring Lil Cease) – 3:29 – Beatnick Dee, Evans, Fredwreck
10. I Got Married (Interlude) (featuring Mama Wallace) – 2:26 – Faith Evans, Stevie J
11. Ten Wife Commandments – 3:47 – Faith Evans, Sheard II
12. We Just Clicked (Interlude) (featuring Mama Wallace) – 1:05 – Faith Evans, Stevie J
13. A Little Romance – 3:04 – Battlecat, Preach Bal4, Faith Evans
14. The Baddest (Interlude) – 0:43 – Faith Evans, Stevie J
15. Fool for You – 4:22 – Chucky Thompson, Faith Evans
16. Crazy (Interlude) (featuring 112 and Mama Wallace) – 1:13 – Chucky Thompson, Faith Evans
17. Got Me Twisted – 2:54 – Faith Evans, J. Dub, Puff Daddy
18. When We Party (featuring Snoop Dogg) – 3:27 – Faith Evans, Sheard II, Puff Daddy
19. Somebody Knows (featuring Busta Rhymes) – 5:15 – Faith Evans, Poyser, Salaam Remi
20. Take Me There (featuring Sheek Louch & Styles P) – 4:01 – Just Blaze
21. One in the Same – 3:25 – Faith Evans, Poyser, Salaam Remi
22. I Wish (Interlude) (featuring Kevin McCall & Chyna Tahjere) – 1:27 – Faith Evans, McCall
23. Lovin' You for Life (featuring Lil' Kim) – 3:49 – Faith Evans, Lamar "MyGuyMars" Edwards
24. NYC (featuring Jadakiss) – 3:29 – DJ Premier, Faith Evans
25. It Was Worth It – 1:58 – Faith Evans, Stevie J

Tracce bonus
1. Body Language – 3:20 – Faith Evans, Sheard II
2. My B – 3:15 – Faith Evans, Sheard II